# Annales de chimie et de physique
Pour les articles homonymes, voir Annales (homonymie).

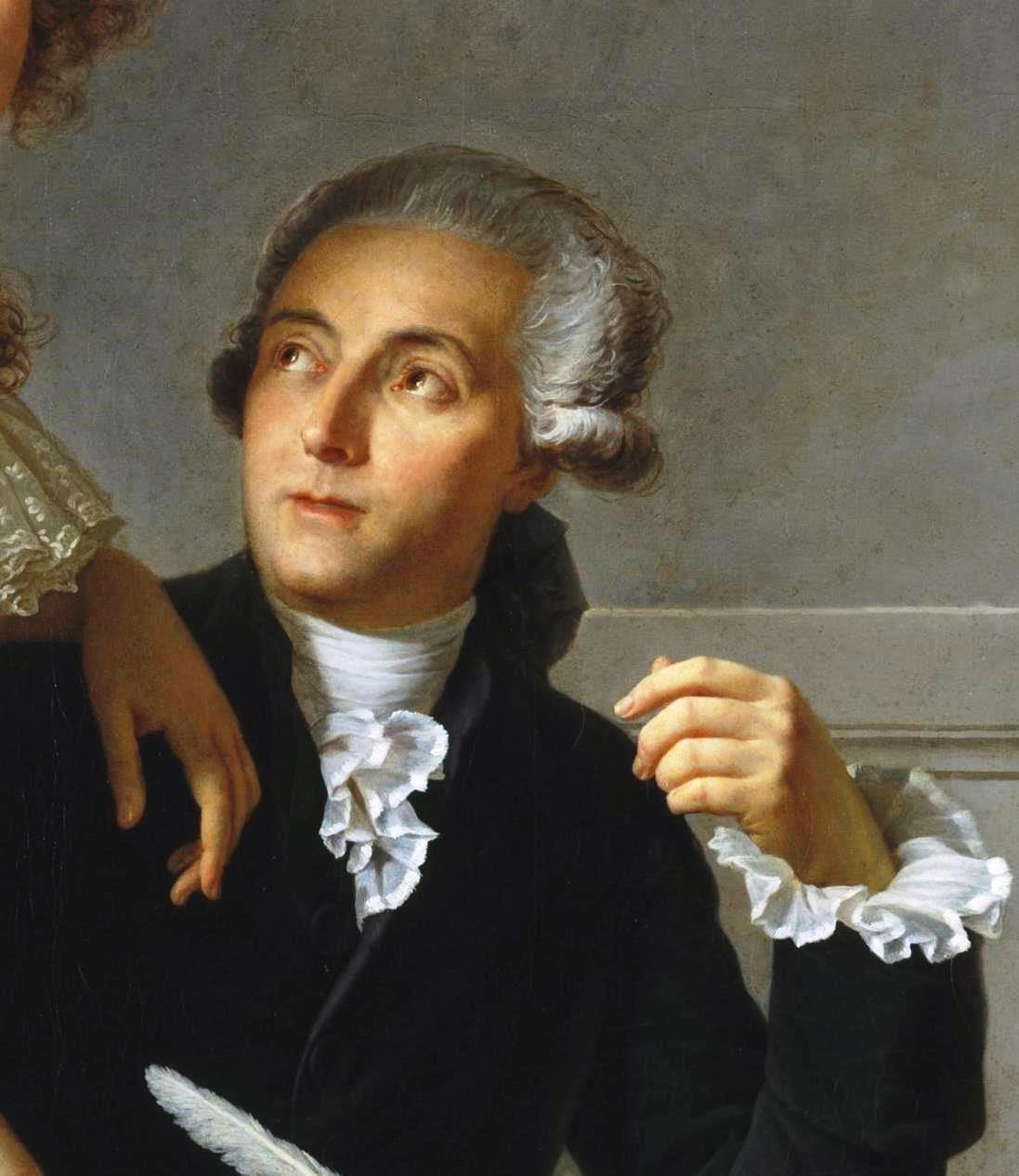
Antoine Lavoisier fut l'un des premiers éditeurs de la revue

Les Annales de chimie et de physique sont une revue scientifique fondée en 1789 à Paris sous le titre d’Annales de chimie. L'un des premiers éditeurs du périodique fut le chimiste français Antoine Lavoisier. En 1816, la revue prit le nom d'Annales de chimie et de physique, qu'elle conserva jusqu'en 1913 où elle fut scindée en deux périodiques distincts, nommés Annales de chimie et Annales de physique.
La revue Annales de physique est toujours publiée sous ce nom, tandis que les Annales de chimie sont devenues Annales de chimie - Science des matériaux en 1978. De 1998 à 2004, les périodiques furent publiés en ligne par Elsevier Science. Mais depuis 2004, c'est Lavoisier publishing company qui continue la publication. Bien que les noms aient évolué et que la revue ait été séparée en deux périodiques distincts, la numérotation des volumes maintient toujours une continuité entre les différents titres, et ceci, aussi bien pour les Annales de chimie que pour les Annales de physique.

## Pages d'informations
- Liste des périodiques de l'université d'Oslo - inclut des pages d'informations pour :
  - Annales de chimie - 1789-1800, 1914-1977
  - Annales de chimie et de physique - 1816-1913
  - Annales de chimie - science des matériaux - 1978-1998
- Liste des périodiques de la Royal Society of Chemistry - inclut des pages d'informations pour :
  - Annales de Chimie Science des Matériaux  1789-1815;1914-2004, vols 1-96, [9]1-29
  - Annales de Chimie et de Physique 1816-1913, séries [2]-[8].
- Bibliothèque nationale australienne : entrée pour Annales de chimie - science des matériaux (1978-présent)
- Bibliothèque nationale australienne : entrée pour Annales de physique (1914-présent)